# Пьольтелло
Пьольтелло (итал. Pioltello) — город в Италии, в провинции Милан области Ломбардия.
Население составляет 32 337 человек (на 2004 г.), плотность населения составляет 2427 чел./км². Занимает площадь 13 км². Почтовый индекс — 20096. Телефонный код — 02.
Покровителем коммуны почитается святой апостол Андрей, празднование 30 ноября.